# Bryan Gasperoni
Bryan Gasperoni (* 27. September 1974) ist ein ehemaliger san-marinesischer Fußballspieler.

## Karriere
Gasperoni spielte die meiste Zeit seiner Karriere in San Marino. Für die Nationalmannschaft bestritt er 28 Spiele. Am 20. August 2003 erzielte er beim 2:2 gegen Liechtenstein ein Tor. Das 2:2 wurde in San Marino als Erfolg gewertet, da San Marino nur selten Punkte holen kann.